# Hongkong i olympiska sommarspelen 1956
Hongkong deltog med två deltagare vid de olympiska sommarspelen 1956 i Melbourne. Ingen av landets deltagare erövrade någon medalj.